# Jas ja imam silata
Jas ja imam silata é uma música interpretada por Gjoko Taneski, que foi seleccionada para representar Macedónia no Festival Eurovisão da Canção 2010, a 20 de fevereiro de 2010, na Noruega.